# Iryna Kalynez
Iryna Onufrijiwna Kalynez (ukrainisch Іри́на Ону́фріївна Калине́ць, russisch Ири́на Ону́фриевна Калине́ц, Irina Onufrijewna Kalinez, * 6. Dezember 1940 in Lwiw, Ukrainische SSR, Sowjetunion; † 31. Juli 2012 in Lwiw, Ukraine) war eine ukrainische Lyrikerin, Schriftstellerin, Politikerin und in den 1970er-Jahren sowjetische Dissidentin. Ihr Mann war der Dissident und Schriftsteller Ihor Kalynez.

Das Grabmal von Iryna Kalynez

Iryna Kalynez schloss ihr Studium der Philologie an der Iwan-Franko-Universität Lwiw ab. Sie unterrichtete später ukrainische Literatur und Sprache, bevor sie sich einer Menschenrechtsorganisation namens „Schestidesjatniki“ (russisch Шестидеся́тники) oder auch „Kinder des XX. Parteitags“ anschloss. Kalynez war Herausgeberin der verbotenen Menschenrechtszeitschrift Ukrainsky Wisnik (ukrainisch Український Вісник). Sie protestierte auch öffentlich gegen die Inhaftierung von anderen Dissidenten. Kalynez und zwei weitere Aktivistinnen, Nadija Switlytschna und Stefanija Schabatura, wurden wegen „antisowjetischer Propaganda“ verhaftet. Sie wurde zu einer sechsjährigen Gefängnisstrafe und drei weiteren Jahren Verbannung verurteilt.
Kalynez konnte 1981 nach Beendigung der Haftstrafe nach Lwiw zurückkehren. Als Befürworterin der ukrainischen Unabhängigkeitsbewegung schloss sie sich bald den Bürgerrechtsorganisationen Memorial und Ruch an.
1991 wurde sie nach dem Zusammenbruch der Sowjetunion und der ukrainischen Unabhängigkeit in die erste Werchowna Rada gewählt. Solange es ihr Gesundheitszustand zuließ, war sie weiter schriftstellerisch tätig.
Iryna Kalynez starb am 31. Juli 2012 im Alter von 71 Jahren nach langer Krankheit und wurde in Lwiw auf dem Lytschakiwski-Friedhof bestattet.

## Auszeichnungen und Erinnerung
1998 wurde sie mit dem Orden der Prinzessin Olga ausgezeichnet.
Seit 2013 wird von der „International Educational Foundation“ der Iryna-Kalynez-Preis vergeben.
Seit dem 21. Dezember 2017 ist in Lwiw eine Schule nach ihr benannt.

## Werke (Auswahl)
- Вбивство тисячолітньої давності.  Львів: [Місіонер], 1997. ISBN 966-7086-32-1.
- Гуни — нащадки Ізраїля.  Львів: Місіонер, 1997. ISBN 966-7086-19-4.
- Загадки хрещення України-Руси.  Львів: Місіонер, 2000. ISBN 966-7086-59-3.
- Пімбо-Бімбо. — Львів: Піраміда, 2000. ISBN 966-7188-15-9.
- Студії над «Словом о полку Ігоревім».  Львів: Місіонер, 1999. ISBN 966-7086-59-3.